# Following the Sun
Following the Sun – piosenka z 2003 roku stworzona przez zespół Enigma. Był to drugi singiel z płyty Voyageur.
Utwór ten skomponował i wyprodukował Michael Cretu.
W tym utworze śpiewają Michael Cretu i Ruth-Ann Boyle.

## Lista ścieżek
1. "Following the Sun (Radio Edit)" – 4:19
2. "Following the Sun (Album Version)" – 5:47
3. "Voyageur (Fab 4 Mix)" – 4:31

## Notowania
| Lista (2003)             | Pozycja na liście |
| ------------------------ | ----------------- |
| Niemcy (Top 100 Singles) | 97                |